# Makara Naotaka
Makara Naotaka (真柄 直隆?; 1536 – 9 agosto 1570) è stato un samurai giapponese del periodo Sengoku servitore del clan Asakura.
Era noto anche come Makara Jūrōzaemon (真柄 十郎左衛門?). Makara si dice fosse un gigante, in grado di portare una spada nodachi con una lama lunga più di un metro e mezzo che chiamava tarōtachi ("la spada più vecchia"). Una nodachi di solito veniva utilizzata con due mani, ma Makara Jūrōzaemon la teneva con una mano sola e la brandiva dalla sella. Durante la battaglia di Anegawa del 1570 fu in prima linea assieme al figlio Naomoto (armato di una spada più corta chiamata jirōtachi, "seconda spada più vecchia"). Coprendo la ritirata dei soldati Asakura ormai in rotta dopo gli assalti di Tokugawa Ieyasu gridò 'Sono un uomo di nome Makara Jūrōzaemon! Se qualcuno lo dovesse dimenticare, gli mostrerò chi sono guadagnandomi l’ennesima vittoria!'. Gli Asakura riuscirono a ripiegare al di là del fiume Anagawa, seguita lentamente in coda dai due Makara, padre e figlio, che mozzavano furiosamente teste e gambe. Infine i due vennero sopraffatti da quattro uomini del Mikawa: il padre fu arpionato sotto l’armatura con una lancia, e sbalzato da cavallo ebbe solo il tempo di dire: 'Chiunque avrà la mia testa si guadagnerà grande gloria!', prima che una spada gli fendesse il collo e lo decapitasse. Stessa sorte capitò al figlio poco dopo.
La sua spada, tarōtachi, è preservata presso il Santuario di Atsuta a Nagoya.